# 하이트진로홀딩스
하이트진로홀딩스 주식회사(HITEJINRO Holdings Co., Ltd.)는 하이트진로그룹의 지주회사이다. 본사는 서울특별시 강남구 영동대로 714 (청담동)에 있다.

## 같이 보기
- 하이트진로